# Разумовский, Дмитрий Олегович
Дми́трий Оле́гович Разумо́вский  (род. 13 ноября 1977, Савинский, Плесецкий район, Архангельская область, РСФСР, СССР) — российский политический деятель, Заместитель губернатора Калужской области с 20 декабря 2019 года, городской голова города Калуга в 2018—2019 гг.

## Биография
Родился 13 ноября 1977 года в посёлке Савинский Архангельской области в семье геолога. В 1989 году семья Разумовских перебралась в Калугу.
Около 12 лет занимался боксом. Добивался успехов на городских и региональных соревнованиях. Его тренером был Ким Тагирович Тхагус.
В 2000 году окончил местный филиал Северо-Западной академии государственной службы по специальности «Финансы и кредит» и Калужский филиал Московского государственного технического университета им. Н. Э. Баумана по специальности «Технология машиностроения».
В 2003 году во Всероссийском научно-исследовательском институте экономики минерального сырья и недропользования Министерства природных ресурсов Российской Федерации и Российской Академии наук защитил диссертацию «Экономический механизм освоения малых месторождений фосфоритовых руд Российской Федерации (на примере Центрального Нечерноземья)» на соискание учёной степени кандидата экономических наук.
С 2003 года Дмитрий Олегович работал в правительстве Калужской области. С 1 октября 2013 года Разумовский был министром развития информационного общества области, а 5 июля 2016 года губернатор Артамонов назначил его министром экономического развития.
В марте 2018 года сменил на месте калужского градоначальника Константина Горобцова, перешедшего на должность заместителя губернатора. Спустя месяц избавился от приставки и. о., будучи утверждённым на посту Городской Думой Калуги. В качестве гостя присутствовал в эфире программы «Мужское / Женское» на  Первом канале российского телевидения, где участвовал в обсуждении одного из аварийных домов в Калуге[значимость факта?].
20 декабря 2019 года оставил пост Городского Головы Калуги и получил назначение на должность заместителя губернатора Калужской области. Осуществляет непосредственное руководство министерством цифрового развития Калужской области.

## Семья
Отец Олег Олегович Разумовский в 2000-е возглавлял министерство природных ресурсов Калужской области.
Женат, воспитывает двоих сыновейи дочь.